# Allan Nilsson (1908–1982)
Nils Allan Nilsson född 2 juli 1908 i Örkelljunga, död 1982, var en svensk målare.
Han var son till lantbrukaren Johan Nilsson och Signe Gustafsson, från 1951 gift med Ingrid Britta Wallin. Han var mellan 1941 och 1947 gift med Ingrid Karolina Dahlberg.
Nilsson var som konstnär autodidakt. Han har företagit studieresor till Frankrike 1950 och Spanien 1951. Han har ställt ut separat i Lindesberg 1946, Sveg 1950, och Askersund 1953. Han har bland annat medverkat i samlingsutställningen Härjedalen i konsten på Skansen i Stockholm 1947 och med Älmhults konstförening.
Hans konst består av landskap från Frankrike, Spanien, Närke och Härjedalen.